# Miengo
Miengo é um município da Espanha na comarca de Santander, província e comunidade autónoma da Cantábria. Tem 24,5 km² de área e em 2021 tinha 5 059 habitantes (densidade: 206,5 hab./km²).

## Demografia
| Variação demográfica do município entre 1991 e 2004 [carece de fontes?] | Variação demográfica do município entre 1991 e 2004 [carece de fontes?] | Variação demográfica do município entre 1991 e 2004 [carece de fontes?] | Variação demográfica do município entre 1991 e 2004 [carece de fontes?] |
| ----------------------------------------------------------------------- | ----------------------------------------------------------------------- | ----------------------------------------------------------------------- | ----------------------------------------------------------------------- |
| 1991                                                                    | 1996                                                                    | 2001                                                                    | 2004                                                                    |
| 2974                                                                    | 3437                                                                    | 3629                                                                    | 3860                                                                    |